# アクテリオン
アクテリオン（アクテリオン ファーマシューティカルズ、英: Actelion Pharmaceuticals Ltd, Actelion Ltd）は、スイス・バーゼル近郊のAllschwilに本拠を置く製薬企業。現在はジョンソン・エンド・ジョンソンの系列企業の一つとなっている。
1997年12月、循環器系を専門とするジョン・ポール・クロゼール（Jean-Paul Clozel）を中心として設立された。2000年3月にスイス証券取引所に上場した。肺動脈性肺高血圧症の経口治療薬であるボセンタンの製品化に世界で初めて成功、「トラクリア」の商品名で販売している。以後、循環器系希少病種に関する新薬開発に取り組み、エンドセリン受容体拮抗薬や、ゴーシェ病(GD1)に対応するミグルスタットやイロプロスト、グルコシルセラミド合成阻害薬や、日本新薬との提携によるプロスタグランジン受容体作動薬の開発などを行っている。
スイスを拠点に、アメリカ・オーストラリアなど世界20か国以上に拠点を持つ。2015年の収益は20億フラン以上。2017年1月、ジョンソン・エンド・ジョンソンによるアクテリオンの買収が発表され、6月に買収が完了（上場廃止）、アクテリオンはジョンソン・エンド・ジョンソン傘下のヤンセン ファーマの子会社となった。なおアクテリオンのバイオテクノロジー関係の研究開発部門は、イドルシア ファーマシューティカルズの社名で分離しスイス証券取引所に上場、アクテリオン創業者のジョン・ポール・クロゼールは同社に移った。
日本法人（アクテリオン ファーマシューティカルズ ジャパン）は2001年10月、東京に設立された。国内に札幌から福岡まで8つの支店を持つ。

## 提供番組
いずれも日本法人一社提供の番組。
- Keep On Smiling（2010年4月4日 - 2018年9月30日、エフエム大阪（FM OH!））
- Net's Professionals〜ハートフル メッセージ〜（2012年 - 2014年、BS11）[8]
- こころ ふれあい紀行〜音と匠の旅〜（2014年 - 2018年、BS-TBS）
- 今を生きる・時代の先駆者たち 高将の名言→松平健・高将の名言（2016年4月2日 - 2017年9月24日、BSジャパン）
- 学び舎の歌声 〜with a smile〜（2017年1月7日 - 2018年3月31日、三重テレビ放送）[9]